# EHF-Pokal 2012/13
Am EHF-Pokal 2012/13 nahmen 49 Handball-Vereinsmannschaften teil, die sich in der vorangegangenen Saison in ihren Heimatländern für den Wettbewerb qualifiziert hatten. Es war die erste Austragung des EHF-Pokals nach der Zusammenlegung mit dem Europapokal der Pokalsieger. Die Pokalspiele begannen am 8. September 2012, das Finale, das die Rhein-Neckar Löwen gewannen, fand am 19. Mai 2013 statt.

## Runde 1
Es nahmen die 36 Mannschaften, die sich vorher für den Wettbewerb qualifiziert hatten, teil.
Die Auslosung der 1. Runde fand am 24. Juli 2012 um 11:00 Uhr (UTC+2) in Wien statt.
Die Hinspiele fanden am 8./9. September 2012 statt. Die Rückspiele fanden am 15./16. September 2012 statt.

### Qualifizierte Teams
| Topf 1: - AO Diomidis Argos - RK Maribor Branik - KIF Kolding - Odorheiu Secuiesc - Sporting CP - Permskie medvedi - IFK Kristianstad - Pfadi Winterthur - Balatonfüredi KSE - HC Kumanovo - HC Zamet - Elverum Handball - Meshkov Brest - HIT medalp Tirol - Borac m:tel Banja Luka - HV KRAS/Volendam - Nilüfer Belediyespor - Haukar Hafnarfjörður | Topf 2: - HB Dudelange - ASA Meso Lovosice - HC Kehra - European U. Cyprus - PlanetWin365 Conversano - United HC Tongeren - A.E.K. Athens - HC Mojkovac - HC Dobrudja - Sporta Hlohovec - PGU Kartina Tiraspol - Tauron Stal Mielec - Besa Famiglia - London GD Handball - S.L. Benfica - Ystads IF - Bern Muri - RK Siscia |

### Ausgeloste Spiele und Ergebnisse
| Mannschaft 1                           | Mannschaft 2                        | Hinspiel             | Rückspiel            | Gesamt  |
| -------------------------------------- | ----------------------------------- | -------------------- | -------------------- | ------- |
| Sporting CP Silva 11                   | Ystads IF Gottfridsson 12           | 08.09 Sa. 18:30 Uhr  | 16.09 So. 16:15 Uhr  | 53 : 59 |
| Sporting CP Silva 11                   | Ystads IF Gottfridsson 12           | 27 : 22 (13 : 14)    | 37 : 26 (18 : 08)    | 53 : 59 |
| Sporting CP Silva 11                   | Ystads IF Gottfridsson 12           | 300 Zuschauer        | 547 Zuschauer        | 53 : 59 |
| Borac m:tel Banja Luka Gradjan 14      | Besa Famiglia Dobroshi 13           | 08.09. Sa. 19:00 Uhr | 15.09. Sa. 20:00 Uhr | 63 : 44 |
| Borac m:tel Banja Luka Gradjan 14      | Besa Famiglia Dobroshi 13           | 31 : 22 (16 : 10)    | 22 : 32 (09 : 18)    | 63 : 44 |
| Borac m:tel Banja Luka Gradjan 14      | Besa Famiglia Dobroshi 13           | 1.000 Zuschauer      | 2.000 Zuschauer      | 63 : 44 |
| Haukar Hafnarfjörður Sigurmannsson 26  | HC Mojkovac Ljubojevic 8            | 14.09. Fr. 18:00 Uhr | 15.09. Sa. 17:00 Uhr | 57 : 31 |
| Haukar Hafnarfjörður Sigurmannsson 26  | HC Mojkovac Ljubojevic 8            | 32 : 12 (15 : 04)    | 19 : 25 (12 : 11)    | 57 : 31 |
| Haukar Hafnarfjörður Sigurmannsson 26  | HC Mojkovac Ljubojevic 8            | 450 Zuschauer        | 250 Zuschauer        | 57 : 31 |
| Pfadi Winterthur Kurth 9               | S.L. Benfica Oliveira Andrade 13    | 08.09. Sa. 18:00 Uhr | 15.09. Sa. 18:00 Uhr | 48 : 55 |
| Pfadi Winterthur Kurth 9               | S.L. Benfica Oliveira Andrade 13    | 21 : 28 (10 : 12)    | 27 : 27 (17 : 11)    | 48 : 55 |
| Pfadi Winterthur Kurth 9               | S.L. Benfica Oliveira Andrade 13    | 550 Zuschauer        | 450 Zuschauer        | 48 : 55 |
| RK Maribor Branik Vugrinec 18          | HB Dudelange Hummel 22              | 08.09. Sa. 18:00 Uhr | 15.09. Sa. 20:00 Uhr | 66 : 52 |
| RK Maribor Branik Vugrinec 18          | HB Dudelange Hummel 22              | 39 : 24 (21 : 16)    | 28 : 27 (10 : 17)    | 66 : 52 |
| RK Maribor Branik Vugrinec 18          | HB Dudelange Hummel 22              | 300 Zuschauer        | 400 Zuschauer        | 66 : 52 |
| ASA Meso Lovosice Motl 19              | HC Zamet Sakic 12                   | 08.09. Sa. 17:00 Uhr | 15.09. Sa. 17:00 Uhr | 59 : 56 |
| ASA Meso Lovosice Motl 19              | HC Zamet Sakic 12                   | 27 : 23 (16 : 12)    | 33 : 32 (15 : 19)    | 59 : 56 |
| ASA Meso Lovosice Motl 19              | HC Zamet Sakic 12                   | 800 Zuschauer        | 1.000 Zuschauer      | 59 : 56 |
| Permskie medvedi Voronin 13            | PGU Kartina Tiraspol Lupasco 20     | 08.09. Sa. 19:00 Uhr | 09.09. So. 15:00 Uhr | 80 : 49 |
| Permskie medvedi Voronin 13            | PGU Kartina Tiraspol Lupasco 20     | 37 : 20 (19 : 12)    | 29 : 43 (13 : 24)    | 80 : 49 |
| Permskie medvedi Voronin 13            | PGU Kartina Tiraspol Lupasco 20     | 1.200 Zuschauer      | 1.000 Zuschauer      | 80 : 49 |
| European U. Cyprus Pelagias 10         | Odorheiu Secuiesc Gabriel Florea 14 | 08.09. Sa. 19:00 Uhr | 15.09. Sa. 18:00 Uhr | 43 : 61 |
| European U. Cyprus Pelagias 10         | Odorheiu Secuiesc Gabriel Florea 14 | 28 : 30 (14 : 13)    | 31 : 15 (10 : 10)    | 43 : 61 |
| European U. Cyprus Pelagias 10         | Odorheiu Secuiesc Gabriel Florea 14 | 180 Zuschauer        | 1.200 Zuschauer      | 43 : 61 |
| HIT medalp Tirol Hermann 10            | RK Siscia Nuic 14                   | 08.09. Sa. 18:30 Uhr | 15.09. Sa. 19:00 Uhr | 48 : 57 |
| HIT medalp Tirol Hermann 10            | RK Siscia Nuic 14                   | 26 : 25 (10 : 12)    | 32 : 22 (15 : 08)    | 48 : 57 |
| HIT medalp Tirol Hermann 10            | RK Siscia Nuic 14                   | 400 Zuschauer        | 600 Zuschauer        | 48 : 57 |
| Meshkov Brest Tatarin 13               | PlanetWin365 Conversano Di Leo 13   | 08.09. Sa. 18:00 Uhr | 09.09. So. 15:00 Uhr | 72 : 42 |
| Meshkov Brest Tatarin 13               | PlanetWin365 Conversano Di Leo 13   | 38 : 19 (14 : 12)    | 23 : 34 (14 : 13)    | 72 : 42 |
| Meshkov Brest Tatarin 13               | PlanetWin365 Conversano Di Leo 13   | 1.500 Zuschauer      | 1.200 Zuschauer      | 72 : 42 |
| AO Diomidis Argos Samaras 16           | A.E.K. Athens Bakaoukas 11          | 09.09. So. 19:00 Uhr | 16.09. So. 18:00 Uhr | 60 : 47 |
| AO Diomidis Argos Samaras 16           | A.E.K. Athens Bakaoukas 11          | 30 : 18 (16 : 08)    | 29 : 30 (12 : 16)    | 60 : 47 |
| AO Diomidis Argos Samaras 16           | A.E.K. Athens Bakaoukas 11          | 290 Zuschauer        | 850 Zuschauer        | 60 : 47 |
| United HC Tongeren Roggeman 9          | Elverum Handball Lindboe 22         | 08.09. Sa. 20:15 Uhr | 15.09. Sa. 17:00 Uhr | 54 : 66 |
| United HC Tongeren Roggeman 9          | Elverum Handball Lindboe 22         | 25 : 26 (10 : 16)    | 40 : 29 (20 : 14)    | 54 : 66 |
| United HC Tongeren Roggeman 9          | Elverum Handball Lindboe 22         | 560 Zuschauer        | 1.086 Zuschauer      | 54 : 66 |
| Balatonfüredi KSE Tombor 8             | HC Kehra Laast 13                   | 08.09. Sa. 18:00 Uhr | 09.09. So. 18:00 Uhr | 51 : 47 |
| Balatonfüredi KSE Tombor 8             | HC Kehra Laast 13                   | 24 : 25 (09 : 12)    | 22 : 27 (12 : 15)    | 51 : 47 |
| Balatonfüredi KSE Tombor 8             | HC Kehra Laast 13                   | 500 Zuschauer        | 500 Zuschauer        | 51 : 47 |
| IFK Kristianstad Moller Madsen 13      | Sporta Hlohovec Zatko 11            | 08.09. Sa. 18:00 Uhr | 15.09. Sa. 18:00 Uhr | 59 : 45 |
| IFK Kristianstad Moller Madsen 13      | Sporta Hlohovec Zatko 11            | 31 : 24 (13 : 09)    | 21 : 28 (11 : 15)    | 59 : 45 |
| IFK Kristianstad Moller Madsen 13      | Sporta Hlohovec Zatko 11            | 2.900 Zuschauer      | 1.000 Zuschauer      | 59 : 45 |
| Nilüfer Belediyespor Mikovic 12        | Tauron Stal Mielec Kostrzewa 14     | 08.09. Sa. 19:00 Uhr | 09.09. So. 19:00 Uhr | 50 : 84 |
| Nilüfer Belediyespor Mikovic 12        | Tauron Stal Mielec Kostrzewa 14     | 29 : 42 (12 : 21)    | 42 : 21 (22 : 13)    | 50 : 84 |
| Nilüfer Belediyespor Mikovic 12        | Tauron Stal Mielec Kostrzewa 14     | 1.200 Zuschauer      | 800 Zuschauer        | 50 : 84 |
| HC Kumanovo Boban 16                   | HC Dobrudja Yordanov 11             | 08.09. Sa. 19:00 Uhr | 09.09. So. 19:00 Uhr | 65 : 46 |
| HC Kumanovo Boban 16                   | HC Dobrudja Yordanov 11             | 30 : 20 (14 : 09)    | 26 : 35 (12 : 17)    | 65 : 46 |
| HC Kumanovo Boban 16                   | HC Dobrudja Yordanov 11             | 1.700 Zuschauer      | 600 Zuschauer        | 65 : 46 |
| HV Kras/Volendam Leon 12               | Bern Muri Cvetkovic 15              | 08.09. Sa. 15:00 Uhr | 16.09. So. 18:30 Uhr | 51 : 41 |
| HV Kras/Volendam Leon 12               | Bern Muri Cvetkovic 15              | 26 : 23 (14 : 11)    | 18 : 25 (08 : 13)    | 51 : 41 |
| HV Kras/Volendam Leon 12               | Bern Muri Cvetkovic 15              | 400 Zuschauer        | 350 Zuschauer        | 51 : 41 |
| London GD Handball Corredera Salvado 9 | KIF Kolding Schnuchel 21            | 15.09. Sa. 16:00 Uhr | 16.09. So. 15:00 Uhr | 32 : 88 |
| London GD Handball Corredera Salvado 9 | KIF Kolding Schnuchel 21            | 16 : 46 (10 : 22)    | 42 : 16 (19 : 07)    | 32 : 88 |
| London GD Handball Corredera Salvado 9 | KIF Kolding Schnuchel 21            | 935 Zuschauer        | 448 Zuschauer        | 32 : 88 |

## Runde 2
Es nahmen die 18 Sieger der 1. Runde, die fünf Viertplatzierten der EHF-Champions-League-Qualifikation und die 12 Mannschaften, die sich vorher für den Wettbewerb qualifiziert hatten, teil.
Die Auslosung der 2. Runde fand am 24. Juli 2012 um 11:00 Uhr (UTC+2) in Wien statt. Die Hinspiele fanden am 13./14. Oktober 2012 statt. Die Rückspiele fanden am 20./21. Oktober 2012 statt.

### Qualifizierte Teams
| Topf 1: - RK Lovćen Cetinje - HK Dynamo Poltawa - SSV Bozen Loacker - Beşiktaş Istanbul - RK Koper - Team Tvis Holstebro - M. Dedeman Bacau - Madeira Andebol SAD - Sungul Snezhinsk - Eskilstuna Guif - Wacker Thun - Vojvodina Novi Sad - Grundfos Tatabánya - HK Motor Saporischschja - Vardar PRO Skopje - HC Nexe - HK Kopavogs | Topf 2: - Ystads IF - Borac m:tel Banja Luka - Haukar Hafnarfjörður - S.L. Benfica - RK Maribor Branik - ASA Meso Lovosice - Permskie medvedi - Odorheiu Secuiesc - RK Siscia - Meshkov Brest - AO Diomidis Argos - Elverum Handball - Balatonfüredi KSE - IFK Kristianstad - Tauron Stal Mielec - HC Kumanovo - HV Kras/Volendam - KIF Kolding |

### Ausgeloste Spiele und Ergebnisse
| Mannschaft 1                        | Mannschaft 2                           | Hinspiel             | Rückspiel            | Gesamt  |
| ----------------------------------- | -------------------------------------- | -------------------- | -------------------- | ------- |
| Odorheiu Secuiesc Kuzmanovski 18    | Beşiktaş Istanbul Ladyko 14            | 13.10. Sa. 18:00 Uhr | 20.10. Sa. 16:00 Uhr | 69 : 70 |
| Odorheiu Secuiesc Kuzmanovski 18    | Beşiktaş Istanbul Ladyko 14            | 40 : 33 (23 : 14)    | 37 : 29 (19 : 14)    | 69 : 70 |
| Odorheiu Secuiesc Kuzmanovski 18    | Beşiktaş Istanbul Ladyko 14            | 1.200 Zuschauer      | 1.000 Zuschauer      | 69 : 70 |
| IFK Kristianstad Møller Madsen 11   | Eskilstuna Guif Zachrisson 15          | 13.10. Sa. 16:00 Uhr | 20.10. Sa. 16:00 Uhr | 47 : 48 |
| IFK Kristianstad Møller Madsen 11   | Eskilstuna Guif Zachrisson 15          | 24 : 22 (08 : 15)    | 23 : 26 (16 : 11)    | 47 : 48 |
| IFK Kristianstad Møller Madsen 11   | Eskilstuna Guif Zachrisson 15          | 3.011 Zuschauer      | 1.100 Zuschauer      | 47 : 48 |
| HC Kumanovo Trajkovski 10           | Sungul Snezhinsk Ushakov 15            | 13.10. Sa. 19:00 Uhr | 20.10. Sa. 16:00 Uhr | 58 : 61 |
| HC Kumanovo Trajkovski 10           | Sungul Snezhinsk Ushakov 15            | 27 : 26 (16 : 11)    | 35 : 31 (17 : 11)    | 58 : 61 |
| HC Kumanovo Trajkovski 10           | Sungul Snezhinsk Ushakov 15            | 2.300 Zuschauer      | 1.000 Zuschauer      | 58 : 61 |
| HV Kras/Volendam Adams 16           | RK Koper Brumen 13                     | 13.10. Sa. 19:00 Uhr | 20.10. Sa. 19:00 Uhr | 56 : 59 |
| HV Kras/Volendam Adams 16           | RK Koper Brumen 13                     | 31 : 32 (17 : 12)    | 27 : 25 (13 : 12)    | 56 : 59 |
| HV Kras/Volendam Adams 16           | RK Koper Brumen 13                     | 700 Zuschauer        | 800 Zuschauer        | 56 : 59 |
| Tauron Stal Mielec Chodara 12       | Team Tvis Holstebro Wiesmach Larsen 22 | 13.10. Sa. 19:00 Uhr | 20.10. Sa. 16:15 Uhr | 53 : 56 |
| Tauron Stal Mielec Chodara 12       | Team Tvis Holstebro Wiesmach Larsen 22 | 29 : 26 (17 : 12)    | 30 : 24 (16 : 11)    | 53 : 56 |
| Tauron Stal Mielec Chodara 12       | Team Tvis Holstebro Wiesmach Larsen 22 | 1.600 Zuschauer      | 1.303 Zuschauer      | 53 : 56 |
| Grundfos Tatabánya Lele 12          | Elverum Handball Majnov 9              | 13.10. Sa. 18:00 Uhr | 21.10. So. 18:00 Uhr | 46 : 59 |
| Grundfos Tatabánya Lele 12          | Elverum Handball Majnov 9              | 23 : 27 (10 : 13)    | 32 : 23 (17 : 09)    | 46 : 59 |
| Grundfos Tatabánya Lele 12          | Elverum Handball Majnov 9              | 700 Zuschauer        | 1.239 Zuschauer      | 46 : 59 |
| Madeira Andebol Pinto 19            | AO Diomidis Argos Deligiannis 10       | 20.10. Sa. 19:00 Uhr | 21.10. So. 19:00 Uhr | 51 : 62 |
| Madeira Andebol Pinto 19            | AO Diomidis Argos Deligiannis 10       | 25 : 30 (12 : 15)    | 32 : 26 (14 : 12)    | 51 : 62 |
| Madeira Andebol Pinto 19            | AO Diomidis Argos Deligiannis 10       | 700 Zuschauer        | 700 Zuschauer        | 51 : 62 |
| Permskie medvedi Orlov 22           | Wacker Thun von Deschwanden, Linder 13 | 12.10. Sa. 19:00 Uhr | 13.10. So. 15:00 Uhr | 66 : 64 |
| Permskie medvedi Orlov 22           | Wacker Thun von Deschwanden, Linder 13 | 38 : 32 (18 : 14)    | 28 : 32 (15 : 14)    | 66 : 64 |
| Permskie medvedi Orlov 22           | Wacker Thun von Deschwanden, Linder 13 | 1.500 Zuschauer      | 1.300 Zuschauer      | 66 : 64 |
| S.L. Benfica Areia 13               | SSV Bozen Loacker Maione 15            | 13.10. Sa. 16:00 Uhr | 14.10. So. 19:00 Uhr | 72 : 45 |
| S.L. Benfica Areia 13               | SSV Bozen Loacker Maione 15            | 32 : 20 (18 : 08)    | 40 : 25 (20 : 11)    | 72 : 45 |
| S.L. Benfica Areia 13               | SSV Bozen Loacker Maione 15            | 500 Zuschauer        | 400 Zuschauer        | 72 : 45 |
| KIF Kolding Andersson 20            | RK Lovćen Cetinje Grbovic 11           | 12.10. Fr. 19:30 Uhr | 13.10. Sa. 15:00 Uhr | 66 : 48 |
| KIF Kolding Andersson 20            | RK Lovćen Cetinje Grbovic 11           | 34 : 17 (16 : 10)    | 32 : 31 (15 : 14)    | 66 : 48 |
| KIF Kolding Andersson 20            | RK Lovćen Cetinje Grbovic 11           | 500 Zuschauer        | 600 Zuschauer        | 66 : 48 |
| HC Nexe Lelic 10                    | Meshkov Brest Atajevas 15              | 13.10. Sa. 13:00 Uhr | 20.10. Sa. 16:00 Uhr | 60 : 66 |
| HC Nexe Lelic 10                    | Meshkov Brest Atajevas 15              | 30 : 31 (13 : 18)    | 35 : 30 (15 : 13)    | 60 : 66 |
| HC Nexe Lelic 10                    | Meshkov Brest Atajevas 15              | 700 Zuschauer        | 1.500 Zuschauer      | 60 : 66 |
| RK Siscia Kevic 10                  | HK Dynamo Poltawa Kovalenko 11         | 19.10. Fr. 18:00 Uhr | 20.10. Sa. 18:00 Uhr | 46 : 45 |
| RK Siscia Kevic 10                  | HK Dynamo Poltawa Kovalenko 11         | 23 : 24 (13 : 10)    | 21 : 23 (10 : 10)    | 46 : 45 |
| RK Siscia Kevic 10                  | HK Dynamo Poltawa Kovalenko 11         | 600 Zuschauer        | 600 Zuschauer        | 46 : 45 |
| Vardar PRO Skopje Karacic 9         | ASA Meso Lovosice Motl 14              | 13.10. Sa. 18:00 Uhr | 20.10. Sa. 17:00 Uhr | 60 : 44 |
| Vardar PRO Skopje Karacic 9         | ASA Meso Lovosice Motl 14              | 36 : 19 (17 : 10)    | 25 : 24 (13 : 06)    | 60 : 44 |
| Vardar PRO Skopje Karacic 9         | ASA Meso Lovosice Motl 14              | 1.780 Zuschauer      | 800 Zuschauer        | 60 : 44 |
| HK Kopavogs Mar Elisson 13          | RK Maribor Branik Tarabochia 11        | 20.10. Sa. 17:00 Uhr | 21.10. So. 18:00 Uhr | 50 : 77 |
| HK Kopavogs Mar Elisson 13          | RK Maribor Branik Tarabochia 11        | 25 : 42 (11 : 20)    | 35 : 25 (19 : 11)    | 50 : 77 |
| HK Kopavogs Mar Elisson 13          | RK Maribor Branik Tarabochia 11        | 400 Zuschauer        | 300 Zuschauer        | 50 : 77 |
| Vojvodina Novi Sad Stojanovic 14    | Balatonfüredi KSE Zdolik 12            | 13.10. Sa. 18:00 Uhr | 20.10. Sa. 18:00 Uhr | 53 : 52 |
| Vojvodina Novi Sad Stojanovic 14    | Balatonfüredi KSE Zdolik 12            | 29 : 25 (12 : 11)    | 27 : 24 (11 : 13)    | 53 : 52 |
| Vojvodina Novi Sad Stojanovic 14    | Balatonfüredi KSE Zdolik 12            | 1.000 Zuschauer      | 600 Zuschauer        | 53 : 52 |
| HK Motor Saporischschja Aflitulin 8 | Haukar Hafnarfjörður Sigurmannsson 11  | 13.10. Sa. 17:00 Uhr | 14.10. So. 17:00 Uhr | 58 : 47 |
| HK Motor Saporischschja Aflitulin 8 | Haukar Hafnarfjörður Sigurmannsson 11  | 30 : 25 (15 : 11)    | 28 : 22 (14 : 10)    | 58 : 47 |
| HK Motor Saporischschja Aflitulin 8 | Haukar Hafnarfjörður Sigurmannsson 11  | 2.500 Zuschauer      | 1.800 Zuschauer      | 58 : 47 |
| M. Dedeman Bacau Ghita 16           | Ystads IF Gottfridsson 11              | 13.10. Sa. 18:00 Uhr | 14.10. So. 18:00 Uhr | 51 : 46 |
| M. Dedeman Bacau Ghita 16           | Ystads IF Gottfridsson 11              | 28 : 24 (16 : 12)    | 23 : 22 (10 : 10)    | 51 : 46 |
| M. Dedeman Bacau Ghita 16           | Ystads IF Gottfridsson 11              | 1.300 Zuschauer      | 1.400 Zuschauer      | 51 : 46 |

- Borac m:tel Banja Luka ist eine Runde weiter durch ein Freilos.

## Runde 3
Es nahmen die 18 Sieger der 2. Runde, die acht Zweit- und Drittplatzierten der EHF-Champions-League-Qualifikation und die 6 Mannschaften, die sich vorher für den Wettbewerb qualifiziert hatten, teil.
Die Auslosung der 3. Runde fand am 23. Oktober 2012 um 11:00 Uhr (UTC+2) in Wien statt. Die Hinspiele fanden am 24./25. November 2012 statt. Die Rückspiele fanden am 1./2. Dezember 2012 statt.

### Qualifizierte Teams
| - Frisch Auf Göppingen - RK Sloga Doboj (2. CL Qualigruppe 1) - Haslum HK (2. CL Qualigruppe 2) - HT Tatran Prešov (2. CL Qualigruppe 3) - Saint-Raphaël Var Handball (2. CL Qualigruppe W) - FC Porto (3. CL Qualigruppe 1) - Alpla HC Hard (3. CL Qualigruppe 2) - Maccabi Rishon Le Zion (3. CL Qualigruppe 3) - Wisła Płock (3. CL Qualigruppe W) - Rhein-Neckar Löwen - BM Aragon - SC Magdeburg - Naturhouse La Rioja - HBC Nantes - Beşiktaş Istanbul (Sieger 2. Runde) - RK Koper (Sieger 2. Runde) | - Team Tvis Holstebro (Sieger 2. Runde) - M. Dedeman Bacau (Sieger 2. Runde) - Sungul Snezhinsk (Sieger 2. Runde) - Eskilstuna Guif (Sieger 2. Runde) - Vojvodina Novi Sad (Sieger 2. Runde) - HK Motor Saporischschja (Sieger 2. Runde) - Vardar PRO Skopje (Sieger 2. Runde) - Borac m:tel Banja Luka (Sieger 2. Runde) - S.L. Benfica (Sieger 2. Runde) - RK Maribor Branik (Sieger 2. Runde) - Permskie medvedi (Sieger 2. Runde) - RK Siscia (Sieger 2. Runde) - Meshkov Brest (Sieger 2. Runde) - AO Diomidis Argos (Sieger 2. Runde) - Elverum Handball (Sieger 2. Runde) - KIF Kolding (Sieger 2. Runde) |

### Ausgeloste Spiele und Ergebnisse
| Mannschaft 1                     | Mannschaft 2                        | Hinspiel               | Rückspiel              | Gesamt  |
| -------------------------------- | ----------------------------------- | ---------------------- | ---------------------- | ------- |
| Frisch Auf Göppingen Markez 9    | Meshkov Brest Vukić 11              | 24.11.12 Sa. 19:30 Uhr | 01.12.12 Sa. 16:00 Uhr | 58 : 41 |
| Frisch Auf Göppingen Markez 9    | Meshkov Brest Vukić 11              | 29 : 17 (13 : 07)      | 24 : 29 (11 : 16)      | 58 : 41 |
| Frisch Auf Göppingen Markez 9    | Meshkov Brest Vukić 11              | 2.700 Zuschauer        | 2.000 Zuschauer        | 58 : 41 |
| Borac m:tel Banja Luka Mikic 11  | HT Tatran Prešov Antl 19            | 24.11.12 Sa. 18:00 Uhr | 01.12.12 So. 18:00 Uhr | 50 : 66 |
| Borac m:tel Banja Luka Mikic 11  | HT Tatran Prešov Antl 19            | 25 : 36 (11 : 19)      | 30 : 25 (12 : 11)      | 50 : 66 |
| Borac m:tel Banja Luka Mikic 11  | HT Tatran Prešov Antl 19            | 1.000 Zuschauer        | 1.685 Zuschauer        | 50 : 66 |
| RK Siscia Nuic 15                | RK Maribor Branik Spelic 13         | 24.11.12 Sa. 18:00 Uhr | 02.12.12 So. 18:00 Uhr | 52 : 64 |
| RK Siscia Nuic 15                | RK Maribor Branik Spelic 13         | 30 : 29 (12 : 11)      | 35 : 22 (19 : 13)      | 52 : 64 |
| RK Siscia Nuic 15                | RK Maribor Branik Spelic 13         | 1.500 Zuschauer        | 800 Zuschauer          | 52 : 64 |
| AO Diomidis Argos Marango 9      | Rhein-Neckar Löwen Šešum 14         | 02.12.12 So. 18:30 Uhr | 24.11.12 Sa. 19:00 Uhr | 44 : 64 |
| AO Diomidis Argos Marango 9      | Rhein-Neckar Löwen Šešum 14         | 27 : 27 (14 : 11)      | 17 : 37 (08 : 21)      | 44 : 64 |
| AO Diomidis Argos Marango 9      | Rhein-Neckar Löwen Šešum 14         | 500 Zuschauer          | 1.097 Zuschauer        | 44 : 64 |
| RK Koper Krivokapić 11           | FC Porto Rocha 10                   | 24.11.12 Sa. 19:00 Uhr | 01.12.12 Sa. 18:00 Uhr | 51 : 50 |
| RK Koper Krivokapić 11           | FC Porto Rocha 10                   | 29 : 23 (11 : 12)      | 27 : 22 (12 : 10)      | 51 : 50 |
| RK Koper Krivokapić 11           | FC Porto Rocha 10                   | 1.300 Zuschauer        | 863 Zuschauer          | 51 : 50 |
| HBC Nantes Maqueda 15            | S.L. Benfica Oliveira Andrade 13    | 25.11.12 So. 17:00 Uhr | 01.12.12 Sa. 19:30 Uhr | 51 : 49 |
| HBC Nantes Maqueda 15            | S.L. Benfica Oliveira Andrade 13    | 29 : 21 (13 : 12)      | 28 : 22 (11 : 11)      | 51 : 49 |
| HBC Nantes Maqueda 15            | S.L. Benfica Oliveira Andrade 13    | 5.000 Zuschauer        | 500 Zuschauer          | 51 : 49 |
| Team Tvis Holstebro Bramming 14  | Saint-Raphaël Var Handball Abily 14 | 25.11.12 So. 15:15 Uhr | 02.12.12 So. 17:00 Uhr | 67 : 54 |
| Team Tvis Holstebro Bramming 14  | Saint-Raphaël Var Handball Abily 14 | 35 : 19 (17 : 07)      | 35 : 32 (18 : 15)      | 67 : 54 |
| Team Tvis Holstebro Bramming 14  | Saint-Raphaël Var Handball Abily 14 | 1.887 Zuschauer        | 800 Zuschauer          | 67 : 54 |
| Eskilstuna Guif Tholin 17        | BM Aragon Molina Cosano 11          | 24.11.12 Sa. 16:00 Uhr | 01.12.12 Sa. 19:00 Uhr | 57 : 57 |
| Eskilstuna Guif Tholin 17        | BM Aragon Molina Cosano 11          | 30 : 26 (13 : 14)      | 31 : 27 (15 : 11)      | 57 : 57 |
| Eskilstuna Guif Tholin 17        | BM Aragon Molina Cosano 11          | 1.840 Zuschauer        | 2.100 Zuschauer        | 57 : 57 |
| SC Magdeburg Weber 12            | Vardar PRO Skopje Lazarov 8         | 23.11.12 Fr. 19:30 Uhr | 02.12.12 Sa. 18:00 Uhr | 56 : 55 |
| SC Magdeburg Weber 12            | Vardar PRO Skopje Lazarov 8         | 30 : 27 (16 : 13)      | 26 : 28 (14 : 14)      | 56 : 55 |
| SC Magdeburg Weber 12            | Vardar PRO Skopje Lazarov 8         | 1.186 Zuschauer        | 2.900 Zuschauer        | 56 : 55 |
| Naturhouse La Rioja Ćuruvija 8   | Vojvodina Novi Sad Stojanovic 9     | 24.11.12 Sa. 20:00 Uhr | 01.12.12 Sa. 12:00 Uhr | 50 : 45 |
| Naturhouse La Rioja Ćuruvija 8   | Vojvodina Novi Sad Stojanovic 9     | 28 : 19 (15 : 10)      | 26 : 22 (10 : 09)      | 50 : 45 |
| Naturhouse La Rioja Ćuruvija 8   | Vojvodina Novi Sad Stojanovic 9     | 2.500 Zuschauer        | 700 Zuschauer          | 50 : 45 |
| M. Dedeman Bacau Bondar 16       | Maccabi Rishon Le Zion Rosental 13  | 24.11.12 Sa. 16:30 Uhr | 25.11.12 Sa. 16:30 Uhr | 55 : 44 |
| M. Dedeman Bacau Bondar 16       | Maccabi Rishon Le Zion Rosental 13  | 33 : 22 (15 : 08)      | 22 : 22 (12 : 12)      | 55 : 44 |
| M. Dedeman Bacau Bondar 16       | Maccabi Rishon Le Zion Rosental 13  | 1.500 Zuschauer        | 1.400 Zuschauer        | 55 : 44 |
| Haslum HK Barthold 11            | Beşiktaş Istanbul Döne 14           | 24.11.12 Sa. 18:00 Uhr | 02.12.12 So. 15:00 Uhr | 56 : 57 |
| Haslum HK Barthold 11            | Beşiktaş Istanbul Döne 14           | 31 : 20 (19 : 10)      | 37 : 25 (18 : 09)      | 56 : 57 |
| Haslum HK Barthold 11            | Beşiktaş Istanbul Döne 14           | 400 Zuschauer          | 800 Zuschauer          | 56 : 57 |
| Wisła Płock Spanne 11            | Sungul Snezhinsk Lomov 10           | 24.11.12 Sa. 20:00 Uhr | 01.12.12 Sa. 08:00 Uhr | 66 : 47 |
| Wisła Płock Spanne 11            | Sungul Snezhinsk Lomov 10           | 37 : 23 (15 : 10)      | 24 : 29 (12 : 16)      | 66 : 47 |
| Wisła Płock Spanne 11            | Sungul Snezhinsk Lomov 10           | 4.750 Zuschauer        | 1.000 Zuschauer        | 66 : 47 |
| Elverum Handball Lindboe 20      | RK Sloga Doboj Vukicevic 13         | 25.11.12 So. 18:00 Uhr | 01.12.12 Sa. 14:00 Uhr | 71 : 51 |
| Elverum Handball Lindboe 20      | RK Sloga Doboj Vukicevic 13         | 34 : 24 (15 : 11)      | 27 : 37 (15 : 16)      | 71 : 51 |
| Elverum Handball Lindboe 20      | RK Sloga Doboj Vukicevic 13         | 1.087 Zuschauer        | 200 Zuschauer          | 71 : 51 |
| HK Motor Saporischschja Burka 18 | Alpla HC Hard Krsmancic 9           | 24.11.12 Sa. 17:00 Uhr | 01.12.12 Sa. 19:00 Uhr | 60 : 48 |
| HK Motor Saporischschja Burka 18 | Alpla HC Hard Krsmancic 9           | 27 : 26 (12 : 14)      | 22 : 33 (17 : 09)      | 60 : 48 |
| HK Motor Saporischschja Burka 18 | Alpla HC Hard Krsmancic 9           | 900 Zuschauer          | 1.500 Zuschauer        | 60 : 48 |
| KIF Kolding Andersen 12          | Permskie medvedi Orlov 23           | 02.12.12 So. 15:15 Uhr | 25.11.12 So. 15:00 Uhr | 68 : 54 |
| KIF Kolding Andersen 12          | Permskie medvedi Orlov 23           | 41 : 24 (17 : 13)      | 30 : 27 (14 : 12)      | 68 : 54 |
| KIF Kolding Andersen 12          | Permskie medvedi Orlov 23           | 2.200 Zuschauer        | 1.200 Zuschauer        | 68 : 54 |

## Gruppenphase
Es nahmen die 16 Sieger der 3. Runde teil.
Die Auslosung der Gruppenphase fand am 6. Dezember 2012 in Wien statt.

### Qualifizierte Teams
| - Frisch Auf Göppingen - Rhein-Neckar Löwen - SC Magdeburg - Naturhouse La Rioja - HBC Nantes - Beşiktaş Istanbul - RK Koper - RK Maribor Branik | - Team Tvis Holstebro - KIF Kolding - M. Dedeman Bacau - Eskilstuna Guif - HK Motor Saporischschja - Elverum Handball - HT Tatran Prešov - Wisła Płock |

### Gruppen
| Gruppe A Frisch Auf Göppingen RK Koper Eskilstuna Guif Naturhouse La Rioja | Gruppe B HT Tatran Prešov HK Motor Saporischschja Rhein-Neckar Löwen KIF Kolding | Gruppe C Elverum Handball Team Tvis Holstebro Wisła Płock RK Maribor Branik | Gruppe D Beşiktaş Istanbul M. Dedeman Bacau SC Magdeburg HBC Nantes |

### Entscheidungen
| Legende |                                                   |
|         | Mannschaft ist für das Viertelfinale qualifiziert |
|         | Mannschaft ist ausgeschieden                      |

Sollte der Gastgeber HBC Nantes Gruppenerster oder einer der drei besten Gruppenzweiten werden, so zieht dieser direkt in das Final-Four ein, die anderen 6 Teams (alle Gruppenersten und die besten Gruppenzweiten) bestreiten das Viertelfinale. Ansonsten sind alle Gruppenersten und -zweiten für das Viertelfinale qualifiziert.
Für die Ermittlung der Rangfolge zwischen den Zweitplatzierten galten folgende Regeln in angegebener Reihenfolge:
1. Anzahl Punkte aus den Spielen gegen den Gruppenersten und Gruppendritten.
2. Tordifferenz aus den unter Punkt a) genannten Spielen.
3. Anzahl geschossener Tore in den unter Punkt a) genannten Spielen.
4. Losentscheid.[1]

### Gruppe A
| Pl. | Mannschaft           | Sp. | S | U | N | T   | GT  | Diff | Pkt |
| --- | -------------------- | --- | - | - | - | --- | --- | ---- | --- |
| 1.  | Frisch Auf Göppingen | 6   | 5 | 0 | 1 | 200 | 175 | +25  | 10  |
| 2.  | Naturhouse La Rioja  | 6   | 4 | 0 | 2 | 171 | 155 | +16  | 08  |
| 3.  | RK Koper             | 6   | 3 | 0 | 3 | 181 | 189 | −08  | 06  |
| 4.  | Eskilstuna Guif      | 6   | 0 | 0 | 6 | 154 | 187 | − 33 | 0   |

| 9. Februar 2013, Sa. 19:00 Uhr in Sportna Dvorana Bonifika, Koper               | 1.500 Zuschauer Spielbericht | RK Koper Rapotec 5                    | 25 : 21 (13 : 11) | Naturhouse La Rioja 6 Lopez           |
| 9. Februar 2013, Sa. 19:30 Uhr in EWS Arena, Göppingen                          | 2.900 Zuschauer Spielbericht | Frisch Auf Göppingen Marković 8       | 37 : 26 (20 : 16) | Eskilstuna Guif 6 Tholin              |
| 16. Februar 2012, Sa. 16:00 Uhr in Eskilstuna Sporthall – IF Guif, Eskilstuna   | 1.241 Zuschauer Spielbericht | Eskilstuna Guif Tholin 9              | 29 : 30 (15 : 14) | RK Koper 8 Brumen                     |
| 16. Februar 2012, Sa. 20:00 Uhr in Palacio de los deportes de la Rioja, Logrono | 3.500 Zuschauer Spielbericht | Naturhouse La Rioja Barabash 6        | 25 : 23 (12 : 13) | Frisch Auf Göppingen 7 Marković       |
| 23. Februar 2013, Sa. 19:00 Uhr in Sportna Dvorana Bonifika, Koper              | 1.599 Zuschauer Spielbericht | RK Koper Bombac 12                    | 36 : 39 (14 : 22) | Frisch Auf Göppingen 7 Marković       |
| 23. Februar 2013, Sa. 20:00 Uhr in Palacio de los deportes de la Rioja, Logrono | 3.000 Zuschauer Spielbericht | Naturhouse La Rioja Curuvija 7        | 29 : 23 (17 : 13) | Eskilstuna Guif 8 Heimisson           |
| 9. März 2013, Sa. 19:30 Uhr in EWS Arena, Göppingen                             | 3.000 Zuschauer Spielbericht | Frisch Auf Göppingen Späth 8          | 38 : 32 (20 : 15) | RK Koper 8 Rapotec                    |
| 9. März 2013, Sa. 16:00 Uhr in Eskilstuna Sporthall – IF Guif, Eskilstuna       | 1.165 Zuschauer Spielbericht | Eskilstuna Guif Freiman 5             | 24 : 30 (10 : 11) | Naturhouse La Rioja 8 Da Costa Capote |
| 16. März 2013, Sa. 19:00 Uhr in Eskilstuna Sporthall – IF Guif, Eskilstuna      | 909 Zuschauer Spielbericht   | Eskilstuna Guif Freiman, Pettersson 5 | 25 : 31 (12 : 17) | Frisch Auf Göppingen 8 Marković       |
| 16. März 2013, Sa. 20:00 Uhr in Palacio de los deportes de la Rioja, Logrono    | 4.000 Zuschauer Spielbericht | Naturhouse La Rioja Da Costa Capote 8 | 35 : 28 (19 : 14) | RK Koper 10 Osmajić                   |
| 23. März 2012, Sa. 19:30 Uhr in EWS Arena, Göppingen                            | 3.600 Zuschauer Spielbericht | Frisch Auf Göppingen Rnić 9           | 32 : 31 (18 : 17) | Naturhouse La Rioja 10 Paván López    |
| 23. März 2012, Sa. 19:00 Uhr in Sportna Dvorana Bonifika, Koper                 | 500 Zuschauer Spielbericht   | RK Koper Gavranović, Osmajić 6        | 30 : 27 (16 : 13) | Eskilstuna Guif 10 Pettersson         |

### Gruppe B
| Pl. | Mannschaft              | Sp. | S | U | N | T   | GT  | Diff | Pkt |
| --- | ----------------------- | --- | - | - | - | --- | --- | ---- | --- |
| 1.  | Rhein-Neckar Löwen      | 6   | 5 | 0 | 1 | 185 | 150 | +35  | 10  |
| 2.  | KIF Kolding             | 6   | 3 | 0 | 3 | 158 | 145 | +13  | 06  |
| 3.  | Tatran Presov           | 6   | 3 | 0 | 3 | 167 | 184 | −17  | 06  |
| 4.  | HK Motor Saporischschja | 6   | 1 | 0 | 5 | 150 | 181 | −31  | 02  |

| 9. Februar 2013, Sa. 17:00 Uhr in Palace of Sports "ZAS", Zaporozhye   | 900 Zuschauer Spielbericht   | HK Motor Saporischschja Semikov 6          | 21 : 24 (08 : 10) | KIF Kolding 8 Spellerberg                               |
| 9. Februar 2013, Sa. 20:30 Uhr in City Hall Presov, Presov             | 3.350 Zuschauer Spielbericht | Tatran Presov Krištopāns 8                 | 33 : 34 (17 : 17) | Rhein-Neckar Löwen 11 Schmid                            |
| 17. Februar 2012, So. 15:00 Uhr in TRE-FOR Arena, Kolding              | 2.775 Zuschauer Spielbericht | KIF Kolding Jensen 8                       | 37 : 17 (17 : 08) | Tatran Presov 4 Krištopāns                              |
| 16. Februar 2012, Sa. 19:00 Uhr in MWS Halle am Herzogenried, Mannheim | 1.467 Zuschauer Spielbericht | Rhein-Neckar Löwen Schmid 5                | 35 : 22 (18 : 11) | HK Motor Saporischschja 6 Semikov                       |
| 23. Februar 2013, Sa. 17:00 Uhr in Palace of Sports "ZAS", Zaporozhye  | 900 Zuschauer Spielbericht   | HK Motor Saporischschja Burka 5            | 27 : 32 (10 : 15) | Tatran Presov 9 Antl                                    |
| 24. Februar 2013, So. 15:00 Uhr in Broendby Hallen, Broendby           | 4.749 Zuschauer Spielbericht | KIF Kolding Boesen 6                       | 25 : 23 (13 : 11) | Rhein-Neckar Löwen 6 Petersson                          |
| 9. März 2013, Sa. 20:30 Uhr in City Hall, Presov                       | 3.120 Zuschauer Spielbericht | Tatran Presov Antl 9                       | 36 : 28 (19 : 17) | HK Motor Saporischschja 9 Burka                         |
| 10. März 2013, So. 17:00 Uhr in MWS Halle am Herzogenried, Mannheim    | 1.900 Zuschauer Spielbericht | Rhein-Neckar Löwen Šešum 10                | 28 : 25 (16 : 10) | KIF Kolding 6 Jensen                                    |
| 16. März 2013, Sa. 19:00 Uhr in MWS Halle am Herzogenried, Mannheim    | 1.732 Zuschauer Spielbericht | Rhein-Neckar Löwen Schmid, Sigurmannsson 7 | 36 : 20 (21 : 10) | Tatran Presov 5 Krok                                    |
| 17. März 2013, So. 15:00 Uhr in Forum, Horsens                         | 1.750 Zuschauer Spielbericht | KIF Kolding Spellerberg 9                  | 25 : 27 (13 : 14) | HK Motor Saporischschja 13 Burka                        |
| 23. März 2012, Sa. 18:00 Uhr in City Hall Presov, Presov               | 2.274 Zuschauer Spielbericht | Tatran Presov Antl, Krištopāns 6           | 29 : 22 (18 : 13) | KIF Kolding 6 Karlsson                                  |
| 23. März 2012, Sa. 17:00 Uhr in Palace of Sports "ZAS", Zaporozhye     | 900 Zuschauer Spielbericht   | HK Motor Saporischschja Burka, Semikov 6   | 25 : 29 (12 : 13) | Rhein-Neckar Löwen 5 Bitz, Isaías Guardiola, Kretschmer |

### Gruppe C
| Pl. | Mannschaft              | Sp. | S | U | N | T   | GT  | Diff | Pkt |
| --- | ----------------------- | --- | - | - | - | --- | --- | ---- | --- |
| 1.  | Team Tvis Holstebro     | 6   | 3 | 2 | 1 | 170 | 157 | + 13 | 8   |
| 2.  | RK Maribor Branik       | 6   | 3 | 1 | 2 | 170 | 165 | + 05 | 7   |
| 3.  | Orlen Wisla Plock       | 6   | 3 | 0 | 3 | 164 | 158 | + 06 | 6   |
| 4.  | Elverum Handball Herrer | 6   | 1 | 1 | 4 | 155 | 179 | − 24 | 3   |

| 10. Februar 2013, So. 15:00 Uhr in Gräkjaer Arena, Holstebro            | 1.504 Zuschauer Spielbericht | Team Tvis Holstebro Larsen 8        | 26 : 26 (15 : 12) | RK Maribor Branik 7 Spelic          |
| 10. Februar 2013, So. 18:00 Uhr in Terningen Arena, Elverum             | 1.209 Zuschauer Spielbericht | Elverum Handball Herrer Sluijters 7 | 25 : 27 (14 : 10) | Orlen Wisla Plock 6 Ghionea         |
| 16. Februar 2012, Sa. 19:00 Uhr in Jauni Zavod "Dvorana Tabor", Maribor | 1.000 Zuschauer Spielbericht | RK Maribor Branik Spelic 9          | 34 : 29 (19 : 14) | Elverum Handball Herrer 6 Rönnberg  |
| 16. Februar 2012, Sa. 19:00 Uhr in Orlen Arena, Płock                   | 3.800 Zuschauer Spielbericht | Orlen Wisla Plock Ghionea 6         | 28 : 29 (15 : 13) | Team Tvis Holstebro 6 Larsen        |
| 24. Februar 2013, So. 19:00 Uhr in Jauni Zavod "Dvorana Tabor", Maribor | 1.500 Zuschauer Spielbericht | RK Maribor Branik Spelic 7          | 26 : 23 (13 : 13) | Orlen Wisla Plock 7 Nenadić         |
| 24. Februar 2013, So. 18:00 Uhr in Terningen Arena, Elverum             | 926 Zuschauer Spielbericht   | Elverum Handball Herrer Gullerud 8  | 28 : 28 (16 : 15) | Team Tvis Holstebro 9 Nielsen       |
| 9. März 2013, Sa. 18:00 Uhr in Orlen Arena, Płock                       | 3.100 Zuschauer Spielbericht | Orlen Wisla Plock Kubisztal 9       | 30 : 26 (15 : 12) | RK Maribor Branik 6 Tarabochia      |
| 10. März 2013, So. 18:00 Uhr in Gräkjaer Arena, Holstebro               | 1.673 Zuschauer Spielbericht | Team Tvis Holstebro Nielsen 8       | 33 : 18 (16 : 10) | Elverum Handball Herrer 6 Lindboe   |
| 16. März 2013, Sa. 18:00 Uhr in Orlen Arena, Płock                      | 2.500 Zuschauer Spielbericht | Orlen Wisla Plock Syprzak 8         | 30 : 25 (17 : 14) | Elverum Handball Herrer 9 Lindboe   |
| 16. März 2013, Sa. 18:00 Uhr in Jauni Zavod Dvorana, Maribor            | 1.700 Zuschauer Spielbericht | RK Maribor Branik Razgor 9          | 31 : 27 (14 : 12) | Team Tvis Holstebro 7 Christiansen  |
| 23. März 2012, Sa. 17:00 Uhr in Terningen Arena, Elverum                | 545 Zuschauer Spielbericht   | Elverum Handball Herrer Stegavik 8  | 30 : 27 (19 : 15) | RK Maribor Branik 5 Razgor, Svalina |
| 24. März 2012, So. 15:00 Uhr in Gräkjaer Arena, Holstebro               | 1.577 Zuschauer Spielbericht | Team Tvis Holstebro Christiansen 8  | 27 : 26 (12 : 13) | Orlen Wisla Plock 9 Kubisztal       |

### Gruppe D
| Pl. | Mannschaft            | Sp. | S | U | N | T   | GT  | Diff | Pkt |
| --- | --------------------- | --- | - | - | - | --- | --- | ---- | --- |
| 1.  | SC Magdeburg          | 6   | 5 | 1 | 0 | 176 | 135 | + 41 | 11  |
| 2.  | HBC Nantes            | 6   | 4 | 1 | 1 | 154 | 143 | + 11 | 09  |
| 3.  | Stiinta Dedeman Bacau | 6   | 1 | 0 | 5 | 148 | 165 | − 17 | 02  |
| 4.  | Besiktas JK           | 6   | 1 | 0 | 5 | 129 | 164 | − 35 | 02  |

| 9. Februar 2013, Sa. 15:00 Uhr in GETEC-Arena, Magdeburg                 | 2.639 Zuschauer Spielbericht | SC Magdeburg Weber 6                | 33 : 18 (17 : 6)  | Besiktas JK 5 Özbahar          |
| 10. Februar 2013, So. 18:45 Uhr in Sala Sporturilor, Bacau               | 1.800 Zuschauer Spielbericht | Stiinta Dedeman Bacau Ghita 4       | 18 : 21 (9 : 7)   | HBC Nantes 4 Skatar            |
| 16. Februar 2012, Sa. 15:00 Uhr in GETEC-Arena-Bördelandhalle, Magdeburg | 2.355 Zuschauer Spielbericht | SC Magdeburg Weber 11               | 33 : 25 (16 : 13) | Stiinta Dedeman Bacau 5 Ghita  |
| 17. Februar 2012, So. 17:00 Uhr in Palais des Sports de Beaulieu, Nantes | 4.600 Zuschauer Spielbericht | HBC Nantes Nyateu 7                 | 31 : 24 (16 : 10) | Besiktas JK 6 Özbahar          |
| 24. Februar 2013, So. 17:00 Uhr in Palais des Sports de Beaulieu, Nantes | 4.200 Zuschauer Spielbericht | HBC Nantes Rivera 7                 | 20 : 27 (8 : 13)  | SC Magdeburg 6 Weber           |
| 24. Februar 2013, So. 20:00 Uhr in Sala Sporturilor Bacau, Bacau         | 1.800 Zuschauer Spielbericht | Stiinta Dedeman Bacau Ramba 7       | 26 : 24 (15 : 13) | Besiktas JK 9 Döne             |
| 9. März 2013, Sa. 15:00 Uhr in Haldun Alagas, Istanbul                   | 550 Zuschauer Spielbericht   | Besiktas JK Döne 9                  | 25 : 23 (15 : 10) | Stiinta Dedeman Bacau 9 Ghita  |
| 9. März 2013, Sa. 15:00 Uhr in GETEC-Arena, Magdeburg                    | 2.822 Zuschauer Spielbericht | SC Magdeburg Kneer, Weber 6         | 26 : 26 (14 : 17) | HBC Nantes 7 Rivera            |
| 16. März 2013, Sa. 15:00 Uhr in Haldun Alagas, Istanbul                  | 400 Zuschauer Spielbericht   | Besiktas JK Döne, Ladyko, Özbahar 4 | 17 : 27 (09 : 10) | SC Magdeburg 7 Musche          |
| 17. März 2013, So. 17:00 Uhr in Palais des Sports de Beaulieu, Nantes    | 4.500 Zuschauer Spielbericht | HBC Nantes Rivera 8                 | 32 : 27 (20 : 13) | Stiinta Dedeman Bacau 6 Bondar |
| 23. März 2012, Sa. 15:00 Uhr in Haldun Alagas, Istanbul                  | 300 Zuschauer Spielbericht   | Besiktas JK Özbahar 6               | 21 : 24 (11 : 12) | HBC Nantes 6 Maqueda, Sayad    |
| 24. März 2012, So. 18:00 Uhr in Sala Sporturilor, Bacau                  | 1.500 Zuschauer Spielbericht | Stiinta Dedeman Bacau Ramba 8       | 29 : 30 (20 : 16) | SC Magdeburg 7 Musche          |

## Viertelfinale
Gastgeber HBC Nantes hatte sich als bester Gruppenzweiter unmittelbar für das Final Four qualifiziert. Nach dem Reglement konnte dadurch Naturhouse La Rioja nicht am Viertelfinale teilnehmen.
Die Auslosung des Viertelfinales fand am 26. März 2013 um 11:45 Uhr in Wien statt. Drei Paarungen wurden gebildet: zuerst wurde je eine Mannschaft aus den Gruppen A und B gezogen, die dritte Paarung bildeten die beiden verbliebenen Mannschaften aus Gruppe A. Bei der Auslosung gab es keinen Nationenschutz. Das bedeutete, dass es auch zu deutsch-deutschen Duellen bzw. zum Spiel Team Tvis Holstebro gegen KIF Kolding kommen konnte. Nur Mannschaften, die bereits in der Gruppenphase aufeinandergetroffen sind, konnten im Viertelfinale nicht gegeneinander spielen. Die Partien Rhein-Neckar Löwen gegen KIF Kolding und Team Tvis Holstebro gegen RK Maribor Branik waren also nicht möglich.
Die Hinspiele fanden am 20./21. April 2013 statt, die Rückspiele am 27./28. April.

### Qualifizierte Teams
| Gruppe A Frisch Auf Göppingen Rhein-Neckar Löwen SC Magdeburg Team Tvis Holstebro | Gruppe B KIF Kolding RK Maribor Branik |

### Ausgeloste Spiele und Ergebnisse
| Mannschaft 1                 | Mannschaft 2                   | Hinspiel               | Rückspiel              | Gesamt  |
| ---------------------------- | ------------------------------ | ---------------------- | ---------------------- | ------- |
| KIF Kolding Karlsson 10      | Team Tvis Holstebro Nielsen 12 | 21.04.13 So. 16:50 Uhr | 28.04.13 So. 16:50 Uhr | 50 : 51 |
| KIF Kolding Karlsson 10      | Team Tvis Holstebro Nielsen 12 | 24 : 24 (14 : 12)      | 26 : 27 (15 : 11)      | 50 : 51 |
| KIF Kolding Karlsson 10      | Team Tvis Holstebro Nielsen 12 | 4.354 Zuschauer        | 3.120 Zuschauer        | 50 : 51 |
| RK Maribor Branik Zarabec 15 | Frisch Auf Göppingen Rnić 21   | 20.04.13 Sa. 18:00 Uhr | 27.04.13 Sa. 19:30 Uhr | 56 : 57 |
| RK Maribor Branik Zarabec 15 | Frisch Auf Göppingen Rnić 21   | 26 : 26 (13 : 15)      | 30 : 31 (17 : 15)      | 56 : 57 |
| RK Maribor Branik Zarabec 15 | Frisch Auf Göppingen Rnić 21   | 2.000 Zuschauer        | 4.300 Zuschauer        | 56 : 57 |
| SC Magdeburg Kneer 12        | Rhein-Neckar Löwen Schmid 15   | 21.04.13 So. 17:00 Uhr | 27.04.13 Sa. 19:00 Uhr | 51 : 55 |
| SC Magdeburg Kneer 12        | Rhein-Neckar Löwen Schmid 15   | 31 : 28 (16 : 12)      | 20 : 27 (11 : 12)      | 51 : 55 |
| SC Magdeburg Kneer 12        | Rhein-Neckar Löwen Schmid 15   | 3.342 Zuschauer        | 1.800 Zuschauer        | 51 : 55 |

## Final Four

### Qualifizierte Teams
Für das Final Four in Nantes qualifizierten sich:
| HBC Nantes Frisch Auf Göppingen Rhein-Neckar Löwen Team Tvis Holstebro |

### Torkamera
Die EHF testete beim Final Four ein neues Kamerasystem zur Beobachtung der Torlinie. Der Französische Handballverband hat das System entwickeln lassen; es verwendet eine Weitwinkelkamera, die an der Torlatte angebracht ist.
Die Schiedsrichter können bei Bedarf anhand eines Videos prüfen, ob der Ball vollständig die Torlinie überschritten hat.
Eine Vorgängerversion wurde bereits bei internationalen Spielen in Frankreich eingesetzt.

### Halbfinale
Die Auslosung der Halbfinalspiele fand am 30. April 2013 in Wien statt.
Die Halbfinalspiele fanden am 18. Mai 2013 statt. Der Gewinner jeder Partie zog in das Finale des EHF Europa Pokal 2013 ein.
| Mannschaft 1         | Endergebnis      | Mannschaft 2       | Datum und Zeit          |
| -------------------- | ---------------- | ------------------ | ----------------------- |
| Team Tvis Holstebro  | 20 : 26 (9 : 11) | HBC Nantes         | 18.05.13, Sa. 15:45 Uhr |
| Frisch Auf Göppingen | 22 : 28 (7 : 12) | Rhein-Neckar Löwen | 18.05.13, Sa. 18:00 Uhr |

#### 1. Halbfinale
18. Mai 2013 im Palais des Sports de Beaulieu, Nantes, 5.000 Zuschauer.
Team Tvis Holstebro: Lind, Petersen – Bramming (5), Christiansen (3), Hansen (3), Allan Damgaard Nielsen  (3), Larsen (2), Jensen  (1), Sørensen  (1), Thomsen  (1), Thoustrup  (1), Damgaard, Jeppesen, Meklenborg, Mose
HBC Nantes: Siffert, Maggaiez – Rivera (8), Maqueda   (5), Nyateu (3), Sayad (3), Dole  (2), Jónsson (2), Feliho (1), Fernández (1), Tournat (1), Camarero, De la Breteche, Gharbi, Skatar, Vujić
Schiedsrichter:  Andrei Gousko und Siarhei Repkin
Quelle: Spielbericht

#### 2. Halbfinale
18. Mai 2013 im Palais des Sports de Beaulieu, Nantes, 5.000 Zuschauer.
Frisch Auf Göppingen: Rutschmann, Prošt – Beljanski  (3), Kneule (3), Marković  (3), Rnić  (3), Schöne (2), Schubert (2), Späth      (2), Fontaine (1), Haaß   (1), Lobedank   (1), Oprea (1), Horak
Rhein-Neckar Löwen: Stojanović, Landin Jacobsen – Gensheimer  (5), Myrhol  (5), Sigurmannsson (5), Ekdahl du Rietz (4), Groetzki (4), Schmid (2), Djozic (1), Gedeón Guardiola (1), Šešum (1), Isaías Guardiola , Kretschmer, Petersson, Roggisch   , Schmidt
Schiedsrichter:  Óscar Raluy López und Ángel Sabroso Ramírez
Quelle: Spielbericht

### Kleines Finale
Das Spiel um Platz 3 fand am 19. Mai 2013 statt. Der Gewinner der Partie wurde Drittplatzierter des EHF Europa Pokals 2013.
| Mannschaft 1        | Endergebnis       | Mannschaft 2         | Datum und Zeit          |
| ------------------- | ----------------- | -------------------- | ----------------------- |
| Team Tvis Holstebro | 28 : 27 (15 : 16) | Frisch Auf Göppingen | 19.05.13, So. 15:45 Uhr |

19. Mai 2013 im Palais des Sports de Beaulieu, Nantes, 5.000 Zuschauer.
Team Tvis Holstebro: Lind, Petersen – Michael Damgaard Nielsen (7), Bramming (6), Hansen (4), Larsen (4), Christiansen (3), Jensen  (1), Allan Damgaard Nielsen  (1), Sørensen  (1), Thoustrup (1), Damgaard, Jeppesen, Meklenborg, Mose, Thomsen   (1)
Frisch Auf Göppingen: Rutschmann, Prošt – Kneule (5), Rnić (5), Späth  (5), Marković  (4), Haaß (3), Horak  (3), Lobedank  (1), Oprea (1), Beljanski, Fontaine, Schöne , Schubert
Schiedsrichter:  Andrei Gousko und Siarhei Repkin
Quelle: Spielbericht

### Finale
Das Finale fand am 19. Mai 2013 statt. Der Gewinner der Partie wurde Sieger des EHF Europa Pokals 2013.
| Mannschaft 1 | Endergebnis       | Mannschaft 2       | Datum und Zeit          |
| ------------ | ----------------- | ------------------ | ----------------------- |
| HBC Nantes   | 24 : 26 (12 : 16) | Rhein-Neckar Löwen | 19.05.13, So. 18:00 Uhr |

19. Mai 2013 im Palais des Sports de Beaulieu, Nantes, 5.000 Zuschauer.
HBC Nantes: Siffert, Maggaiez – Maqueda  (6), Nyateu  (5), Dole   (4), Sayad (3), Fernández  (2), Jónsson (2), Rivera (2), Camarero, De la Breteche, Feliho  , Gharbi , Tournat, Skatar, Vujić
Rhein-Neckar Löwen: Stojanović, Landin Jacobsen – Gensheimer  (10), Myrhol   (6), Ekdahl du Rietz   (2), Groetzki (2), Petersson  (2), Schmid (2), Gedeón Guardiola  (1), Sigurmannsson  (1), Djozic, Isaías Guardiola , Kretschmer, Roggisch   , Schmidt
Schiedsrichter:  Oscar Raluy Lopez und Angel Sabroso Ramirez
Quelle: Spielbericht